# Политика Антона Деникина
Политика Антона Деникина — политическая деятельность, осуществляемая генерал-лейтенантом Антоном Деникиным в период управления им силами Белого движения на Юге России в 1918-1920 годах. Она определяла политику и характер организации государственной, административной и военной власти Добровольческой армии и Вооружённых сил Юга России на подконтрольных им территориях в период Гражданской войны в России.

## Общие принципы
На территориях, контролируемых Вооружёнными Силами Юга России, вся полнота власти принадлежала Деникину как главнокомандующему. При нём действовало Особое совещание, исполнявшее функции исполнительной и законодательной власти. Обладая по сути диктаторской властью и будучи сторонником конституционной монархии, Деникин не считал себя вправе (до созыва Учредительного собрания) предопределять будущее государственное устройство России. Он старался сплотить как можно более широкие слои населения вокруг Белого движения под лозунгами «Борьба с большевизмом до конца», «Великая, Единая и Неделимая Россия», «Политические свободы», «Закон и порядок». Такая позиция была объектом критики как справа, со стороны монархистов, так и слева, из либерально-социалистического лагеря. Призыв к воссозданию единой и неделимой России встречал сопротивление со стороны казачьих государственных образований Дона и Кубани, добивавшихся автономии и федеративного устройства будущей России, а также не мог быть поддержан националистическими партиями Украины, Закавказья, Прибалтики:121—122.
Реализация деникинской власти была несовершенной. Хотя формально власть принадлежала военным, которые с опорой на армию формировали политику Белого Юга, но на практике Деникину не удалось установить твёрдый порядок ни на контролируемых территориях, ни в армии:166.

## Рабочий вопрос
В то же время в тылу белых предпринимались попытки к налаживанию мирной жизни. Там, где позволяла обстановка, заводы и фабрики возвращались их бывшим хозяевам и возобновляли работу, восстанавливалось сообщение железнодорожного и водного транспорта, открывались банки и возвращалась свободная торговля. Были установлены твёрдые цены на сельскохозяйственные продукты, принят закон об уголовной ответственности за спекуляцию, восстанавливались в прежнем виде суды, прокуратура и адвокатура, избирались органы городских самоуправлений, свободно действовали многие политические партии, вплоть до эсеров и социал-демократов, почти без ограничений выходила пресса. Деникинским Особым совещанием было принято прогрессивное рабочее законодательство с 8-часовым рабочим днём и мерами по охране труда, которое, однако, из-за полного развала промышленного производства не нашло практического претворения в жизнь. В то же самое время любые рабочие демонстрации и забастовки рассматривались исключительно как политические и подавлялись силой, а независимость профсоюзов не признавалась:166.

## Аграрный вопрос
Деникинское правительство не успело полностью осуществить разработанную им земельную реформу, в основу которой должно было лечь укрепление мелких и средних хозяйств за счёт казённых и помещичьих земель. Действовал временный колчаковский закон, предписывающий, до Учредительного собрания, сохранение земли за теми владельцами, в чьих руках она фактически находилась. В современной российской и украинской историографии, в отличие от более ранней советской, не принято называть аграрное законодательство Деникина ориентированным на защиту интересов помещичьего землевладения:187. При этом правительству Деникина не удалось полностью воспрепятствовать стихийному возвращению помещичьего землевладения со всеми его отрицательными последствиями для реализации земельных реформ:188.

## Национальная политика

### Вопросы национальных автономий
В национальной политике Деникин придерживался концепции «единой и неделимой России», что не допускало обсуждения какой-либо автономии либо самоопределения территорий, входивших в состав бывшей Российской империи в довоенных границах. Одним из основных национальных вопросов на повестке дня для Деникина, как руководителя сил, занявших в 1919 году большую часть территорию Украины, являлся украинский вопрос. 12 (25) августа 1919 года в Таганроге им при участии публициста Василия Шульгина, профессора истории Павла Новгородцева и других общественных деятелей было подготовлено «Обращение к населению Малороссии», которое затем повсеместно было опубликовано в белогвардейской прессе городов Юга России, подконтрольных ВСЮР. В обращении формулировались принципы национальной политики белых в отношении территории и населения Украины в 1919 году. Не допускалось и казачьей автономии — Деникин осуществил репрессивные меры против попыток создания собственного федеративного государства кубанским, донским и терским казачеством: ликвидировал Кубанскую Раду и произвёл перестановки в Правительстве казачьих областей.

### Еврейский вопрос
Особые отношения сложились у властей Юга России с еврейским населением. Ввиду того, что среди руководителей большевистских структур значительную часть составляли евреи, в среде Добровольческой армии было принято считать любых евреев потенциальными соучастниками большевистского режима. Хотя часть евреев, особенно зажиточных, была безоговорочным противником большевизма и поддерживала борьбу белых, это не смогло переломить общего юдофобского настроения в армии. По воспоминаниям самого Деникина, ему было известно, что евреи-военнослужащие «подвергались постоянному глумлению; с ними не хотели жить в одном помещении и есть из одного котла». Деникин утверждал, что для того, чтобы не подвергать евреев нравственным и физическим мукам, он был вынужден издать приказ о запрете евреям вступать в Добровольческую армию на офицерские должности. Хотя аналогичное распоряжение по поводу солдат Деникиным не было издано, но искусственно завышенные требования к принимаемым в армию новобранцам-евреям привели к тому, что вопрос об участии во ВСЮР евреев «решился сам собой». Сам Деникин неоднократно обращался с призывом к своим командирам «не настраивать одну национальность против другой», но слабость его власти на местах была такова, что он не смог предотвратить погромы, особенно при условиях, когда и ряд влиятельных органов на контролируемых Вооружёнными силами Юга России территориях, и даже часть самой военной администрации (православные религиозные институты, пропагандистское агентство ОСВАГ) вели антиеврейскую агитацию — ставили знак равенства между большевизмом и еврейским населением и призывали к «крестовому походу» против евреев.
По мнению историка А. С. Пученкова, на Украине погромы были в первую очередь порождены анархией, царившей в этом крае в результате гражданской войны, и проходили чаще всего при молчаливом одобрении, а иногда и при активном участии местного нееврейского населения Биограф Деникина Д. В. Лехович писал, что командование Белого движения — генералы Мамонтов, Шкуро, Деникин, Кутепов — никогда не призывали к еврейским погромам и по мере сил боролись с погромными настроениями, наказывая погромщиков и защищая ни в чём не повинных еврейских обывателей. Однако только на Украине представителями Белой армии было осуществлено 400 погромов (примерно 20 % от общего числа погромов на этой территории), при этом в погромном движении принимали участие не только солдаты, но и офицеры, а одной из особенностей этих погромов были массовые изнасилования, от которых пострадало от 50 до 100 % женского населения местечек. Кроме того, практиковалось взятие евреев в качестве заложников.:174 Тем не менее, исследователь А. А. Немировский считает, что из всех властей, правивших на Украине в годы Гражданской войны, именно власть ВСЮР лучше всех обеспечивала евреям, равно как и всем остальному населению подконтрольных территорий, основное право человека — право на жизнь.

## Внешняя политика
Деникин в своей внешней политике ориентировался на признание подконтрольного ему государственного образования со стороны стран Антанты. Раздробленность военных и политических сил на Юге России в 1918 году, а также сотрудничество донского казачества с Германией усложнили возможность получения силами, действующими в этом регионе, помощи от союзников. С укреплением своей власти в конце 1918 года и образованием ВСЮР в январе 1919 года Деникину удалось заручиться поддержкой Антанты. В середине 1919 года, после начала отступления Колчака, на которого ранее возлагала надежды Антанта, Деникин признал верховенство Колчака и тем самым стал рассматриваться союзными державами представителем Верховного правителя на Юге, что увеличило масштабы союзной помощи. С неудачами Колчака и перемещением центра белой власти во второй половине 1919 года на Юг России сотрудничество Деникина с Антантой ещё более укрепилось. За время своего правления Деникин не поставил задачи международного признания своего правительства со стороны Антанты, эти вопросы решались уже его преемником Врангелем в 1920 году.

## Политические разногласия
Деникин отрицательно относился к идее формирования коалиционного законодательного правительства антибольшевистских сил на Юге России. 15 (28) августа 1919 года он сообщил представителям Южно-Русской конференции (работавшей с целью объединения белогвардейских правительств Юга России): «Я не допущу, чтобы над моей головой стал многоголовый совдеп». Скептически относился к государственным способностям своих донских и кубанских союзников, полагая, что подчинённая ему территория «могла бы дать представительный орган интеллектуально не выше губернского земского собрания».
С середины 1919 года обозначился крупный конфликт между Деникиным и одним из возвысившихся военачальников Добровольческой армии Петром Врангелем. Противоречия не носили политического характера: причинами разногласий являлась разница в видении двумя генералами вопроса выбора союзников и дальнейшей стратегии для сил Белого движения на Юге России, которая быстро перешла в плоскость взаимных обвинений и диаметрально противоположных оценок одних и тех же событий. Начальной точкой конфликта исследователями называется игнорирование Деникиным в апреле 1919 года секретного рапорта Врангеля, в котором он предлагал сделать царицынское направление наступления белых армий приоритетным. Деникиным позднее была издана Московская директива наступления, которая после её неудачи была публично раскритикована Врангелем. К концу 1919 года между генералами разгорелась открытая конфронтация, Врагнель зондировал почву по смене генерала Деникина:53, но в январе 1920 года подал в отставку, покинул территорию ВСЮР и уехал в Константинополь, пребывая там до весны 1920 года. Конфликт Деникина и Врангеля способствовал возникновению раскола в белом лагере, он продолжился также и в эмиграции. Позднее история конфликта подробно была описана обоими генералами в их мемуарах: и Деникиным в «Очерках русской смуты», и Врангелем в «Записках» (которые иногда воспринимаются как ответ Врангеля на последний том «Очерков» Деникина).

## Роль в Белом терроре
Историк Алтер Литвин пишет, что репрессивная политика правительства Деникина была сходна с политикой Колчака и других военных диктатур. Полицейские функции на подконтрольных Деникину территориях выполняла Государственная стража, и к сентябрю 1919 года её численность достигла почти 78 тысяч человек при том, что вся армии в этот период насчитывала 110 тысяч штыков и сабель. При этом в своих книгах Деникин полностью отрицал своё участие в каких-либо репрессивных мерах. «Мы — и я, и военачальники, — писал он, — отдавали приказы о борьбе с насилиями, грабежами, обиранием пленных и т. д. Но эти законы и приказы встречали иной раз упорное сопротивление среды, не воспринявшей их духа, их вопиющей необходимости». Ответственность за организацию репрессивной политики на Юге России Деникин переносил на самодеятельность своей контрразведки, утверждая, что она становилась «иногда очагами провокации и организованного грабежа».
В августе 1918 года Деникиным было приказано «всех лиц, обвиняемых в способствовании или благоприятствовании войскам или властям советской республики в их военных или в иных враждебных действиях против Добровольческой армии, а равно за умышленное убийство, изнасилование, разбои, грабежи, умышленное зажигательство или потопление чужого имущества», предавать «военно-полевым судам войсковой части Добровольческой армии, распоряжением военного губернатора». При этом Деникин с собственными пропагандистскими целями поставил задание изучать и документировать результаты Красного террора. 4 апреля 1919 года по его распоряжению была создана Особая следственная комиссия по расследованию злодеяний большевиков. В середине 1919 года репрессивное законодательство было ужесточено принятием «Закона в отношении участников установления в Российском государстве советской власти, а равно сознательно содействовавших её распространению и упрочению», согласно которому лица явно причастные к установлению советской власти подлежали смертной казни, соучастным предусматривались «бессрочная каторга», или «каторжные работы от 4 до 20 лет», или «исправительные арестантские отделения от 2 до 6 лет», более мелким нарушениям — тюремное заключение от месяца до 1 года 4 месяцев или «денежное взыскание» от 300 до 20 тысяч рублей. Кроме того, «опасение возможного принуждения» было исключено Деникиным из раздела «освобождения от ответственности», поскольку, согласно его резолюции, он «трудноуловим для суда».
Историк Василий Цветков пишет, что репрессивное законодательство Деникина в 1919 году было более жёстким, чем у Колчака, и составлялось оно исходя из «неотвратимости и суровости наказания» членов большевистских организаций, а также всех, кто поддерживал большевистскую партию и советскую власть. По предположению автора, такой радикализм мог объясняться в том числе и уже известными к тому моменту результатами работы Особой следственной комиссии по расследованию злодеяний большевиков, которая описала факты многочисленных случаев Красного террора на подконтрольных ВСЮР территориях, что в свою очередь обусловило более жёсткую реакцию на советскую власть командования ВСЮР, в сравнении с иными государственными образованиями белых.